# Thaïs (opéra)
Pour les articles homonymes, voir Thaïs.
Airs
- « Voilà donc la terrible cité » (Athanaël) – Acte I
- « Dis-moi que je suis belle » (Thaïs) – Acte II
- Méditation de Thaïs – Acte II
- « C'est toi, mon père » (Thaïs, Athanaël) – Acte III

Thaïs est un opéra en trois actes de Jules Massenet, livret de Louis Gallet, d'après le roman éponyme d'Anatole France.
Il a été créé à l'Opéra de Paris le 16 mars 1894 et donné pour la première fois en province au Grand Théâtre de Reims en janvier 1895.

## Personnages principaux et distribution de la création

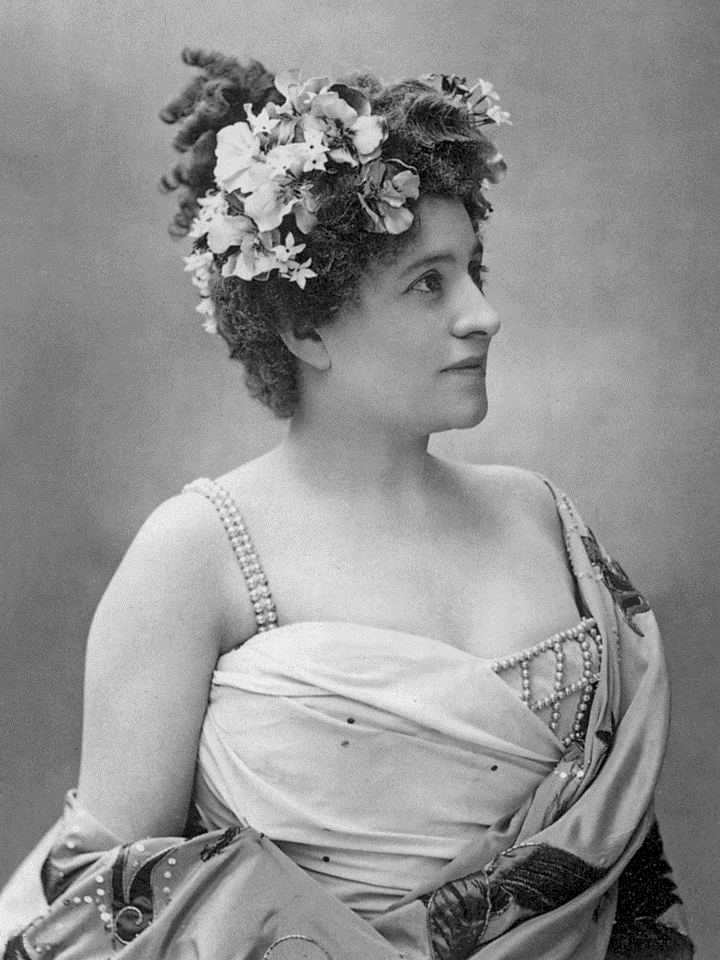
Lucy Berthet dans Thaïs en 1898.

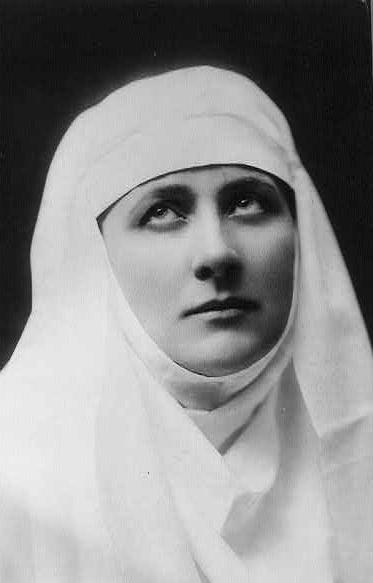
Mary Garden dans Thaïs en 1907.

- Thaïs - soprano
- Athanaël - baryton
- Nicias - ténor
- Palémon - basse
- Myrtale : Meyrianne Héglon

## Argument
L'action se déroule à Alexandrie au IVe siècle.
Un moine cénobite, Athanaël, cherche à convertir au christianisme Thaïs, courtisane célèbre et prêtresse païenne vouée à la déesse Vénus. Il y réussit, mais Thaïs choisit alors de se retirer du monde et de vivre cloîtrée dans un couvent, avant d'y mourir. Athanaël découvre trop tard que son obsession pour Thaïs était teintée d'amour charnel, et, alors que Thaïs meurt dans la joie de la rédemption, il renie sa foi en désespérant de son propre salut, à l'inverse de Thaïs.

## L'œuvre
L'œuvre fut écrite pour la soprano américaine Sibyl Sanderson, muse de Massenet à l'époque.
Très typique de son temps, l'œuvre, qui baigne dans un climat de volupté et de religiosité sulpicienne que Massenet excelle à traduire, n'en recèle pas moins une force certaine.
Louis Gallet, le librettiste, n'a pas retenu l'aspect sceptique, ironique et discrètement anticlérical du roman d'Anatole France. En revanche, il a organisé le drame de manière particulièrement rigoureuse et efficace.
Athanaël, l'ascète rigoriste révèle, peu à peu, un aspect de sa personnalité ignoré de lui-même : celui d'un séducteur éperdu de sensualité, tandis que Thaïs la courtisane qui « connaît toutes les ivresses » réalise ses aspirations les plus profondes en renonçant au monde. « Le texte […] et la musique […] développent une progression psychologique très fine : celle du moine zélé et intransigeant découvrant l’amour terrestre, et en parallèle, celle d’une prêtresse de Vénus en pleine gloire amoureuse qui prend conscience que sa beauté n’est pas éternelle et qui rejette tout pour s'abandonner à l'amour divin ».
Le croisement entre ces deux parcours personnels est marqué, au milieu de l'opéra, par la Méditation religieuse de l'acte II, confiée au violon solo, aujourd'hui connue sous le nom de « Méditation de Thaïs », et souvent jouée en concert. Inspiré par ces deux puissants caractères, Massenet a su en faire des êtres de musique et de chair, et chacune de leurs confrontations marque un temps fort de l'ouvrage.

## Discographie sélective
- 1952 - Géori Boué (Thaïs), Roger Bourdin (Athanaël), Jean Giraudeau (Nicias) - Chœur et orchestre de l'Opéra de Paris, Georges Sébastian - Urania
- 1959 - Andrée Esposito (Thaïs), Robert Massard (Athanaël, Jean Mollien  (Niclas) - Choeur et Orchestre de la RTF, Albert Wolff - Chant du Monde
- 1961 - Renée Doria (Thaïs), Robert Massard (Athanaël), Michel Sénéchal (Nicias) - Chœur et orchestre de Paris, Jésus Etcheverry - Accord
- 1974 - Anna Moffo (Thaïs), Gabriel Bacquier (Athanaël), José Carreras (Nicias) - Ambrosian Opera Chorus, New Philharmonia Orchestra, Julius Rudel - RCA
- 1976 - Beverly Sills (Thaïs), Sherrill Milnes (Athanaël), Nicolaï Gedda (Nicias) - Chœur John Alldis, New Philharmonia Orchestra, Lorin Maazel - Emi
- 2000 - Renée Fleming (Thaïs), Thomas Hampson (Athanaël), Giuseppe Sabbatini (en) (Nicias) - Orchestre national Bordeaux Aquitaine, dir. Yves Abel - Decca, 466766-2.

## Méditation
Fréquemment jouée en concert, la Méditation de Thaïs fut choisie pour accompagner les obsèques de Jean d'Ormesson et celles de Johnny Hallyday, morts le même jour, jouée au violon par Renaud Capuçon pour le premier et, dans une adaptation pour violoncelle, par Gautier Capuçon pour le second.

## Interprètes
- Clotilde Bressler-Gianoli
- Sibyl Sanderson
- Ariel Daunizeau
- Danielle Streiff